# Archivio di Stato di Modena
L'Archivio di Stato di Modena è ufficio dell'Amministrazione italiana degli Archivi di Stato coordinata dalla Direzione Generale per gli Archivi che fa parte del Ministero per i Beni e le Attività Culturali.
Raccoglie i fondi documentali degli Stati Estensi preunitari (Ducato di Ferrara, Ducato di Modena e Reggio, Ducato di Massa e Carrara, Ducato della Mirandola, Principato di Correggio, Contea di Novellara, Garfagnana), di Casa d'Este, dei locali organi periferici dello Stato unitario e numerosi archivi aggregati.
È sede di Scuola di Archivistica, Paleografia e Diplomatica.

## Storia
L'Archivio di Stato di Modena deve la sua particolare fisionomia alla singolare longevità e continuità della dinastia d'Este (poi d'Austria-Este) e alla circostanza che il duca Cesare, quando dovette abbandonare Ferrara e trasferire a Modena la capitale dei suoi Stati nel 1598, vi trasferì il relativo patrimonio archivistico. Questo patrimonio può infatti considerarsi il nucleo costitutivo dell'Archivio di Stato; il quale di conseguenza, per la parte preunitaria, si presenta in primo luogo (anche se ovviamente non soltanto) come il depositario della storia degli Este e del loro principato, quali che ne siano state di tempo in tempo la capitale e la configurazione territoriale.
Quando Francesco Bonaini vi si recò nel 1860, con l'incarico di vedere come costruire "un archivio centrale sulle norme del Fiorentino", si trovò di fronte a non meno di tredici complessi archivistici da lui definiti "governativi", il più importante dei quali si trovava ancora a palazzo, ove era stato gelosamente conservato fino ad allora con il nome di Reale Archivio Segreto.
L'attuale Archivio di Stato, chiamato inizialmente governativo, nacque tra il 1860 e il 1863, dalla concentrazione della quasi totalità di questi fondi nell'edificio in cui ne è tuttora la sede; ma rimase per allora articolato in due sezioni amministrative distinte, l'una detta "diplomatica" e accentrata attorno a quello che era stato il Reale Archivio Segreto, l'altra detta "di deposito" e costituita dal rimanente materiale. La partizione da archivistico - burocratica, si trasformò però ben presto in cronologico - classificatoria: nel senso che la sezione diplomatica diventata "storica" si venne arricchendo di quasi tutte le scritture anteriori alla conquista napoleonica, fatta eccezione per gli archivi giudiziari, entrati più tardi, mentre quella di deposito, col nuovo nome di "moderna", rimase limitata al periodo 1796-1860.
In seguito, sostituita nel 1874 la denominazione di Archivio governativo con quella appunto di Archivio di Stato e scomparsa l'originaria suddivisione in sezioni (mentre continuava il processo di concentrazione e iniziavano le operazioni di versamento), lo schema generale  di classificazione subì naturalmente numerosi e talora radicali mutamenti; i quali tuttavia operarono più sulla carta che sulle carte.